# Conferència Internacional de Partits i Organitzacions Marxista-Leninistes (Unitat i Lluita)
La Conferència Internacional de Partits i Organitzacions Marxista-Leninistes (Unitat i Lluita) (en anglès: International Conference of Marxist-Leninist Parties and Organizations (Unity & Struggle) és una xarxa internacional antirevisionista de partits marxistes-leninistes, fundada l'1 d'agost de 1994 per iniciativa del Partit Comunista Marxista Leninista de l'Equador.
En general, la ideologia dels partits que es reuneixen a la CIPOML, parteix dels plantejaments de Marx, Engels, Lenin i Stalin, juntament amb el pensament d'Enver Hoxha. El seu propòsit és analitzar el treball polític dels partits marxistes-leninistes del món i preparar la formació d'una Internacional Comunista amb la qual es puguin unificar els esforços dels militants a nivell mundial.

## Partits membres
| Continent       | País            | Partit |
| --------------- | --------------- | --- |
| Àfrica          | Benín           | Partit Comunista de Benín(Parti Communiste du Bénin, PCB) |
| Àfrica          | Burkina Faso    | Partit Comunista Revolucionari Voltaic(Parti communiste révolutionnaire voltaïque, PCRV)                                                                                               |
| Àfrica          | Costa d'Ivori   | Partit Comunista Revolucionari de Costa d'Ivori(Parti Communiste Révolutionnaire de Côte d'Ivoire)                                                                                     |
| Àfrica          | Marroc          | Via Democràtica(النهج الديمقراطي, An-Nahj Ad-Dimocrati) |
| Àfrica          | Tunísia         | Partit dels Treballadors(حزب العمال, Hizb al-Ummal) |
| Àsia            | Índia           | Organització per a la Democràcia Revolucionària de l'Índia(Revolutionari Democracy Organization of India)                                                                              |
| Àsia            | Iran            | Partit del Treball d'Iran (Toufan)(حزب کار ایران, Hezb-e Kar-e Iran) |
| Àsia            | Pakistan        | Front dels Treballadors de Pakistan(پاکستان مزدور محاذ, Pakistan Mazdoor Mahaaz) |
| Àsia            | Turquia         | Partit del Treball(Emek Partisi, EMEP) |
| Europa          | Albània         | Partit Comunista d'Albània(PKSH, Partia Komuniste e Shqipërisë) |
| Europa          | Alemanya        | Organització per a la Construcció del Partit Comunista Obrer d'Alemanya (Arbeit Zukunft)Organisation für den Aufbau einer Kommunistischen Arbeiterpartei Deutschlands - Arbeit Zukunft |
| Europa          | Dinamarca       | Partit Comunista dels Treballadors(APK, Arbejderpartiet Kommunisterne) |
| Europa          | Estat espanyol  | Partit Comunista d'Espanya (marxista-leninista) |
| Europa          | França          | Partit Comunista dels Obrers de França(PCOF, Parti communiste des ouvriers de France)                                                                                                  |
| Europa          | Grècia          | Moviment per a la Reorganització del Partit Comunista de Grècia(Κίνηση για την Ανασύνταξη του ΚΚΕ)                                                                                     |
| Europa          | Itàlia          | Plataforma Comunista(Piattaforma Comunista) |
| Europa          | Noruega         | Grup Marxista-Leninista "Revolució"(ML-Gruppa Revolusjon) |
| Europa          | Sèrbia          | Aliança Revolucionària Obrera de Sèrbia(Revolucionarni savez rada Srbije, RSRS) |
| Amèrica Llatina | Bolivia         | Partit Comunista Revolucionari (Bolívia) |
| Amèrica Llatina | Brasil          | Partit Comunista Revolucionari (Brasil)(Partido Comunista Revolucionârio, PCR) |
| Amèrica Llatina | Xile            | Partit Comunista Revolucionari (Xile, 2020) |
| Amèrica Llatina | Colòmbia        | Partit Comunista de Colòmbia - Marxista Leninista |
| Amèrica Llatina | Equador         | Partit Comunista Marxista Leninista de l'Equador |
| Amèrica Llatina | Mèxic           | Partit Comunista de Mèxic (Marxista-Leninista) |
| Amèrica Llatina | Perú            | Partit Comunista Peruà (Marxista-Leninista) |
| Amèrica Llatina | Rep. Dominicana | Partit Comunista del Treball |
| Amèrica Llatina | Veneçuela       | Partit Comunista Marxista Leninista de Veneçuela |